# Gare de Saint-Julien-du-Sault
Gare de Saint-Julien-du-Sault – stacja kolejowa w Saint-Julien-du-Sault, w departamencie Yonne, w regionie Burgundia-Franche-Comté, we Francji.
Jest stacją Société nationale des chemins de fer français (SNCF), obsługiwaną przez pociągi TER Bourgogne.

## Położenie
Znajduje się na wysokości 80 m .n.p.m., 134,637 km linii Paryż – Marsylia, pomiędzy stacjami Villeneuve-sur-Yonne i Joigny.

## Historia
Stacja została otwarta w 1849 roku.